# 天主教库里蒂巴总教区
天主教庫里蒂巴總教區（拉丁語：Archidioecesis Curitibensis）是羅馬天主教在巴西的一個教省總教區，下轄六個教區。
總教區位於巴拉那州東南部，教座位於首府庫里蒂巴，2006年時有1,480,046名教友，佔轄區總人口65.4%。教區下轄129個堂區，有426名司鐸。現任總主教為若瑟·安多尼·佩魯佐，榮休總主教為伯多祿·安多尼·馬爾謝蒂-費達爾托。
教區於1892年4月27日成立，1926年5月10日升為總教區。